# 横山一郎
横山 一郎（よこやま いちろう、1900年〈明治33年〉3月1日 - 1993年〈平成5年〉7月28日）は、日本の海軍軍人。最終階級は海軍少将。1945年（昭和20年）9月2日、アメリカ海軍の戦艦ミズーリ上で行われた降伏文書調印式に出席した人物でもある。

## 生涯

### 海軍兵学校卒業まで
神奈川県横須賀市生まれ。横山家は高知県で農業を営んでいたが長男であった父・横山傳は海軍兵学校（20期）に進み、日清戦争及び日露戦争に出征。黄海海戦で、第三艦隊参謀（海軍少佐）として戦死した。母は黒岩家の出身で、夫の死後は高知に戻り洗礼を受けクリスチャンとなった。当時の遺族扶助料は僅少で生活は厳しかったという。
父の母校である高知県立海南中学校に進んだ。横山の成績は首席であり、同級には海兵48期生になる大石保が成績5番でいた。中学5年生の中途で海軍兵学校に入校（47期）。席次は151名中36番であった。兵学校の入試は海南中学で行われたが、試験官は父の兵学校教官時代の教え子であり、また父が戦死した際、遺体の世話をした人物であった。同期生に光延東洋少将、山本善雄少将、城英一郎少将らがいる。校長は鈴木貫太郎であった。1919年 (大正8年) 卒業。卒業時の席次は115名中7番で恩賜手前の優秀な成績であった。

### 尉官時代
地中海方面への遠洋航海から帰国後、海軍少尉に任官した。装甲巡洋艦「出雲」乗組みとして世界一周の遠洋航海に参加する。海軍砲術学校高等科学生を卒業し、戦艦「山城」分隊長となり、主砲発令所長を務める。次いで駆逐艦「松風」砲術長、横須賀鎮守府副官兼参謀となり、在職中に海軍大学校甲種学生（28期）に合格する。首席で卒業した。
卒業に際し恩賜の長剣を拝受することになり、その式へ母の出席を認めるよう要望したが、大学側は前例がないとして許可しなかった。横山は母の出席を叶えることができなかったことを終生悔やんでいた。

### 駐米大使館附武官補佐官
エール大学に留学した横山は主にアメリカ歴史を学び、次いで駐アメリカ大使館附武官補佐官となる。アメリカ滞在中に 満洲事変が勃発し円の急落、対日感情の悪化に苦しんだ。この頃、横山は大学のフットボールゲームで死者が出ているにもかかわらず試合を続行したこと、小学1年生に情況判断を教えていること、またワシントンからシアトルにいた中澤佑にかけた電話が30秒ほどでつながったことなどに衝撃を受けている。横山が情況判断の教育を受けたのは海大甲種学生時代のみであり、東京大阪間の電話がつながるのに半日かかるのが日本の現状であった。こうした経験からアメリカとの戦争はできないとの考えを持つようになった。

### 軍務局局員
帰国後、軍務局において軍備制限縮小の主務者となり、軍備制限研究委員会委員となる。この委員会の役割は第二次ロンドン海軍軍縮会議に対する海軍の腹案を作成することであった。横山は軍備は米英の海軍力を拘束することが重要で、そのため対英米比率7割未満でも構わないという条約派的思考であった。委員会の答申は最初は8割を主張し比率が低下しても会議を成功させることを求めたものであった。答申を受けた海軍大臣・大角岑生、軍務局長・吉田善吾、軍令部第一部長・嶋田繁太郎、同第二部長・古賀峯一らが打ち出した方針は兵力均等及び主力艦、航空母艦の全廃であった。その結果、日本はロンドン海軍軍縮条約を脱退することとなった。横山は戦後｢愚劣極まる｣と批判し、「太平洋戦争を惹起した責任は軍縮を放棄した日本海軍にある」としている。
また海軍の南方政策を立案する対南洋方策研究会の幹事を務めている。この委員会は武力進出はしないこと及び現地との共存共栄を方針とし、経済的進出及び資源獲得の方途を研究しニューギニアの買収を考えていた。戦後、横山は日本は海洋国であるとの認識が不足していたことを嘆じている。海洋国に大陸経営は不可能で、日本は中国、さらには朝鮮からも撤退すべきであったとし、経済的な南方進出をしていれば米英との戦争は避けられたとしている。

### 海軍省次席副官
海軍省副官は海軍次官直属の重要配置で、事務当局が作成した文書の全てに関与する激職であった。後に同職を務めた福地誠夫によれば一日に押した判子の数は約3千である。横山の在職中は日独伊三国軍事同盟締結問題の最中で、海軍大臣・米内光政、海軍次官・山本五十六、軍務局長・井上成美らが同盟に反対していたため暗殺の危険があり、横山らは拳銃を携帯し、海軍省は襲撃された場合への対応を整えていた。横山は三国同盟について、独伊の海軍力が日本を援助することはできない一方で、日本は米英海軍に対抗することとなり、軍事同盟が互恵をなしていないとして｢狂気の沙汰｣としている。駐米大使・斎藤博が客死した際、その遺骨を日本へ送り届けた米重巡「アストリア」艦長、リッチモンド・K・ターナー大佐と面識を得たのはこの副官時代であった。

### 第二遣支艦隊参謀
横山は第二遣支艦隊首席参謀に補せられ、大陸南方の封鎖に従事した。南支那方面軍司令部の藤原武参謀と会談した際、香港攻略の準備が進行していることを告げられ猛反対し、結局この攻略は実行されなかった。佐藤賢了陸軍大佐と会談した際は北部仏印進駐に対する協力を求められ反対を表明。決着を見ないまま退任となった。横山は戦後、北部仏印進駐が太平洋戦争の直接的原因であると述べている。また海軍は北部仏印進駐は日米戦争を招くことを知っていたはずであるとし、進駐に合意した海軍に批判的である。

### 駐米大使館附武官
対米英戦争の危機が迫る中、横山はアメリカへ赴任する。事態は悪化しており、大陸政策から海洋政策への転換が必要であると判断し、報告書を送っている。アメリカ海軍省作戦計画部長になっていたターナー少将を訪れ、日米戦争回避に協力する約束をしている。この時ターナーは｢日本海軍と戦うのはアメリカ海軍としても避けたい｣と述べたという。駐米大使・野村吉三郎は着任の途次、ハワイ、サンフランシスコにおいてアメリカ海軍の鄭重な歓迎を受けたが、これはターナーの指示によるものであった。しかしワシントンD.C.到着の際、アメリカ政府の出迎えは儀典課長のみであった。
日米交渉にあたっては野村大使を助け、武官補佐官の実松譲中佐らと協力し最後まで事態の打開に努めた。横山が希望を抱いていたのは日米了解案を基礎に日米交渉を行うことであった。しかしこの了解案は外務大臣・松岡洋右の拒否にあい、結局真珠湾攻撃を迎えることとなった。
戦後この日米了解案はアメリカの謀略ではないかとの指摘を受けたが、横山は否定的である。理由としてアメリカは当時日本に侵攻する準備ができてなかったこと等を挙げている。
なお、開戦直前にはかねてより親しかったニューヨーク在住の人形店店主ベルバレー・ディッキンソンをスパイとして雇用している。彼女は1944年に逮捕されるまでアメリカ海軍の情報を収集し、アルゼンチン経由で日本へと送っていた。

### 戦中
日米交換船で帰国後に、当時の軍令部次長・伊藤整一から、現地の最新を知る横山はアメリカの動向について質問を受けた。まず、アメリカの太平洋方面の日本への反攻経路を聞かれた横山はサイパン・硫黄島等を報告・回答した。伊藤は、この戦争がどのように終結するかを検討するようにも横山に依頼した。横山は検討の末敗戦は避けられず、うまくいっても日清戦争以前の状況に戻ると伊藤次長に報告した（伊藤次長は怒らなかった）。
その後、軽巡洋艦「球磨」艦長として出征する。「球磨」は旧式の軽巡洋艦であるが、艦長になることを一つの目的としていた横山は満足していた。航海中は艦橋を離れることなく、クラス会も断っている。9ヶ月間の艦長生活であったが輸送、護衛に多忙な日々であった。次の配置は重巡洋艦「妙高」艦長、連合艦隊首席参謀と決定まで迷走したが、結局海軍省首席副官となった。在職中に少将へ昇進し、軍令部出仕となる。米内光政から駐ソビエト大使館附武官としてモスクワへ赴任するよう指示を受け、横山は赴任の目的を知らされないまま待機していた。この時期に松岡洋右に面会しソ連観を尋ねている。松岡は二時間に渡り一人で弁じ結局｢三国同盟を結んだのはドイツが怖かったからだ｣と述べたという。ソ連の参戦を受け赴任することなく終わった。玉音放送の際は、涙で頬を濡らす横山の姿があった。

### 停戦予備交渉と降伏文書調印式

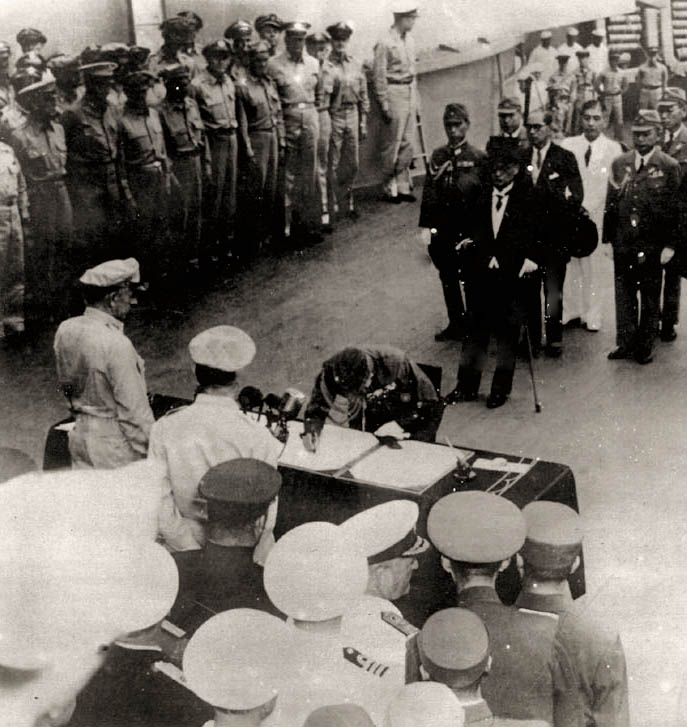
降伏調印全権団一行。最後列左端が横山

終戦直後、停戦予備交渉代表団の一員に選ばれマニラへ向かう。1945年（昭和20年）8月19日、一行は一式陸上攻撃機2機に分乗し、木更津飛行場から出発した。この時期は厚木航空隊を中心に降伏を拒否する動きがあり、日本の戦闘機に撃墜される可能性があった。そのため厚木航空隊の哨戒圏を避ける飛行ルートを選定し、中継地として指定された伊江島に向かった。伊江島でアメリカ軍が用意したDC-4に乗換えマニラへ到着した。帰途は燃料不足により、天竜川河口付近に不時着しながらも無事帰還することができた。
この予備交渉では連合軍の進駐時期が最大の問題であった。連合国側は先遣部隊を8月23日、最高司令部を8月25日としていたが、先遣部隊の厚木到着は8月28日に決まった。横山らが徹夜で準備して提出した資料に連合国側が誠意を認めたためであった。しかし厚木航空隊の騒乱は横山らが出発したときは終息しておらず、大兵力の撤収という技術的な問題もあり困難な事態には変わりがなかった。結局悪天候のため進駐は遅れ事態の混乱は避けることができた。関係者は｢最後に神風が吹いた｣と安堵したという。
9月2日に「戦艦ミズーリ」の艦上での降伏文書調印式に、日本側全権団随員で参加。どちらの任務も米内から｢最後のご奉公だ｣と言われたという。ミズーリの艦上には旧知のターナー大将の姿もあったが、相手は横山を気遣い顔を合わせないようにしていたと後日語った。

### 戦後
海軍省廃官後は第2復員省や復員庁で連合国軍総司令部との交渉にあたっていたが、公職追放を受けた。その後アメリカの石油会社「アメリカ・インディペンデント石油会社（通称アミノイル）」に勤め、また霊南坂教会で受洗し伝道師となった。1993年 (平成5年) 7月28日、死去。

## 人物
明るい人柄でアメリカにも友人が多かった。1945年（昭和20年）6月16日、アメリカから横山を名指ししたザカライアス放送が行われた。その内容は戦前の横山との交流を回顧し、横山に対し終戦へ向けた努力をするよう呼びかけたものであった。英語の小話に精通しており、戦前の海軍士官の一面であった洒脱さを示すものとして紹介されることがある。父の遺志を継いで海軍将校として歩み、全力で努力したことを｢亡き両親との約束が果たせた｣として誇りにしていた。

## 著書
- 『海へ帰る－海軍少将横山一郎回顧録』原書房、1980年

## 年譜
- 1913年（明治45年）4月2日- 海南中学校入学
- 1916年（大正5年）8月31日- 海軍兵学校入校
- 1919年（大正8年）10月9日- 海軍兵学校卒業 、 海軍少尉候補生・装甲巡洋艦「常磐」乗組
  - 11月24日- 練習艦隊遠洋航海出発 鳥羽~佐世保~基隆~馬公~香港~シンガポール~コロンボ~アデン~ポートサイド~ナポリ~マルセイユ~トゥーロン~ビゼルダ~マルタ~ポートサイド~コロンボ~バタヴィア~マニラ~志布志方面巡航
- 1920年（大正9年）5月20日- 帰着
  - 5月31日- 戦艦「日向」乗組
  - 8月1日- 任 海軍少尉
  - 12月1日- 海軍砲術学校普通科学生
- 1921年（大正10年）5月20日- 海軍水雷学校普通科学生
  - 12月1日- 2等駆逐艦「吹雪」航海長
- 1922年（大正11年）4月8日- 1等海防艦「出雲」通信士 海軍少尉候補生指導官附 
  - 6月26日- 練習艦隊遠洋航海出発 ホノルル~サンピドロ~サンディエゴ~バルボア~リオデジャネイロ~サントス~ブエノスアイレス~モンテヴィデオ~コロンボ~シンガポール~香港~馬公~基隆~上海方面巡航
  - 12月1日- 任 海軍中尉
- 1923年（大正12年）2月2日- 帰着
  - 2月10日- 戦艦「陸奥」副砲発令所長
  - 12月1日- 戦艦「陸奥」分隊長心得
- 1924年（大正13年）12月1日- 任 海軍大尉・海軍砲術学校高等科第24期学生
  - 12月21日- 海軍中佐小倉卯之助長女愛子と結婚
- 1925年（大正14年）11月28日- 海軍砲術学校高等科修了
  - 12月1日- 戦艦「山城」分隊長
- 1926年（大正15年）12月1日- 「第7号駆逐艦」砲術長兼分隊長
- 1928年（昭和3年）5月16日- 横須賀鎮守府副官兼司令部参謀
  - 12月10日- 海軍大学校甲種第28期学生
- 1930年（昭和5年）11月28日- 海軍大学校甲種卒業 卒業時成績順位20名中首席
  - 12月1日- 任 海軍少佐・海軍省軍務局第1課兼軍令部出仕
- 1931年（昭和6年）5月1日- アメリカ駐在
  - 7月1日- エール大学語学研修留学
- 1932年（昭和7年）5月2日- 在アメリカ日本大使館附海軍駐在武官府首席補佐官
- 1933年（昭和8年）10月1日- 帰朝
  - 11月25日- 海軍省軍務局第1課兼軍令部出仕 第2次ロンドン軍縮会議準備主務担当
- 1934年（昭和9年）11月15日- 免 軍令部出仕 兼艦政本部出仕
- 1935年（昭和10年）11月15日- 任 海軍中佐
- 1936年（昭和11年）12月15日- 第5水雷戦隊先任参謀
- 1937年（昭和12年）11月15日- 海軍省兼軍令部出仕
  - 12月1日- 海軍省次席副官
- 1938年（昭和13年）5月18日- 免 軍令部出仕
- 1939年（昭和14年）12月12日- 第2遣支艦隊司令部先任参謀
- 1940年（昭和15年）8月15日- 軍令部出仕
  - 9月10日- 在アメリカ日本大使館附海軍駐在武官
  - 11月15日- 任 海軍大佐
- 1941年（昭和16年）12月7日- 日米開戦により身柄抑留
- 1942年（昭和17年）6月18日- 交換船ニューヨーク出発
  - 8月26日- 帰朝 軍令部出仕
  - 10月27日- 横須賀鎮守府附海軍横須賀航海学校長承命服務
  - 11月5日- 第16戦隊司令部附
  - 11月14日- 軽巡洋艦「球磨」艦長
- 1943年（昭和18年）8月14日- 横須賀鎮守府附
  - 9月15日- 海軍省兼軍令部出仕
  - 10月5日- 海軍省先任副官
- 1944年（昭和19年）7月20日- 兼 東京警備隊司令
- 1945年（昭和20年）5月1日- 任 海軍少将
  - 5月20日- 軍令部出仕
  - 8月14日- 兼 海軍省出仕
  - 8月18日- 在マニラ連合国最高司令官派遣全権委員副使
  - 8月19日- 出発
  - 8月21日- 帰着
  - 8月31日- 連合国最高司令官派遣全権委員随員
  - 9月2日- 米戦艦ミズーリ艦上 降伏文書調印使節
  - 10月15日- 免 軍令部出仕
  - 11月30日- 海軍省廃官により予備役編入 即日充員召集
  - 12月1日- 第2復員省大臣官房連絡部長
- 1946年（昭和21年）6月14日- 充員召集解除
  - 6月15日- 復員庁第2復員局連絡部長
- 1948年（昭和23年）1月1日- 復員庁第2復員局残務処理部連絡課長
  - 5月31日- 厚生省引揚援護庁復員局第2復員局残務処理部連絡課長
  - 10月1日- 厚生省引揚援護庁復員局第2復員局残務処理部出仕
- 1950年（昭和25年）8月16日- GHQ命令に因り退官
- アメリカの石油会社「アメリカ・インディペンデント石油会社（通称アミノイル）」勤務[21]。
- 霊南坂教会伝道師。
- 1993年（平成5年）7月28日- 死去 享年93